# Distretto di Braničevo
Il distretto di Braničevo (in serbo Браничевски управни округ?) è un distretto della Serbia centrale.

## Comuni
Il distretto si divide in otto comuni:
- Veliko Gradište
- Požarevac
- Golubac
- Malo Crniće
- Žabari
- Petrovac na Mlavi
- Kučevo
- Žagubica